# 羅雷丹宫

羅雷丹宫

羅雷丹宫（義大利語：Ca' Loredan）是義大利北部城市威尼斯的一座建築，曾是羅雷丹家族的住宅。羅雷丹宮位於聖馬可區，正對大運河，距里阿爾托橋不遠，緊鄰法塞提宮。這座建築現在被用於威尼斯市政廳。